# Setsuko Yoshida
Pour les articles homonymes, voir Yoshida.
Setsuko Yoshida (吉田節子, Yoshida Setsuko), née le 4 novembre 1942 dans la préfecture d'Aichi (Japon) et morte le 26 octobre 2014, est une ancienne joueuse japonaise de volley-ball.
Elle est médaillée d'argent aux Jeux de 1968.

## Carrière
Capitaine de l'équipe du Japon aux Jeux olympiques d'été de 1968, elle remporte la médaille d'argent du tournoi féminin, perdant en finale face aux Soviétiques.
En club, elle joue pour le Zenkanbo de 1961 à 1968.
Elle meurt le 26 octobre 2014 d'un cancer des ovaires à l'âge de 71 ans.

## Palmarès

### Équipe nationale
- Jeux olympiques
  -  1968 à Mexico.

- Championnat du monde
  -  1967 à Izmir.

- Jeux asiatiques
  -  1962 à Jakarta.

### En club
- Tournoi de Kurowashiki[4]
  - Finaliste : 1968.